# Poporul igbo
Poporul Igbo, scris de multe ori în mod eronat și a pronunțat "Ibo" (pentru că anumiți europeni au avut dificultăți în a face / ɡ͡b / sunet) ), este o populație lingvistică si culturală din sudul Nigeriei. Geografic, Igboland împărțit în 2 secțiuni inegale de  râul Niger. Cultural și lingvistic, râul Niger a oferit un mijloc ușor de comunicare și unitate între nativii Igbo pe ambele părți, precum și comerțul antic și a promovat mișcarea popoarelor între Igboland și restul lumii.
Numit si Ndi Igbo in  Limba Igbo și, uneori, identificati prin respective lor dialecte sau subgrupe Igboid,  precum  Anioma si Ngwa, cultura igbo a fost modelată în primul rând de climatul de pădure tropicală din Igboland , tranzacțiile sale istorice, migrație antice de populatie și legăturile sociale cu vecinii săi, precum și de tranzacționare, vastului și aliați politici și în ultima perioadă cu Europa  prin colonizare și cu întrega lume occidentală prin globalizare.
Ei vorbesc limba Igbo, ce include numeroase limbi si dialecte.. Igboland este înconjurat din toate părțile de alte popoare etnice din sudul și centrul Nigeriei și anume,  Ijaw, Edo, Itsekiri, Ogoni, Igala, Tiv, Yako, Idoma si Ibibio.
Grupul Igbo este unul dintre cele mai mari grupuri etnice din Africa.  In Nigeria din mediul rural, oamenii Igbo lucreaza mai ales ca meseriași, agricultori și comercianți. Cea mai importantă cultură este cea de Ignamă ; festivități au loc anual pentru a celebra recoltarea lui. Other staple crops include cassava and taro. De asemenea, populatia  igbo este puternic urbanizată,  unele dintre cele mai mari orașe și zone metropolitane din Igboland fiind Onitsha, Enugu, Aba, Asaba, Owerri, Port Harcourt, Umuahia, Abakaliki si Agbor.
Înaintea dominației coloniale Britanică, Igbo au fost un grup fragmentat politic. Au existat variații în cultură, cum ar fi în stilurile de arta, tinuta si practici religioase. Diverse subgrupuri au fost organizate de clan, neam, apartenență comuna, și dialect. Nu au existat multe state centralizate, aristocrație ereditară, sau obiceiuri precum Regalitate cu excepția regatelor, cum ar fi cele ale Nri, Arochukwu, Agbor si  Onitsha.acest sistem politic sa schimbat în mod semnificativ sub colonialismul britanic în secolul al 20-lea; Frederick Lugard a introdus Eze (regi) în majoritatea comunităților locale ca "Sefi Imputericiti".
Până la mijlocul secolului 20, oamenii Igbo au dezvoltat un puternic simț al identității etnice. Anumite conflicte cu alte etnii din Nigeria au condus la  separarii unor teritorii igbo inNigeria de Est a statulului independent Biafra. Nigerianul Războiul civil sau Războiul nigerian-provincii de (7.șase.1967-1.cincisprezece.1970) a izbucnit la scurt timp după aceea. Cu înfrângerea lor, Republica Biafra, din nou, a fost o parte din Nigeria. MASSOB, o organizație  formată în 1999, continuă o luptă non-violentă pentru un stat independent Igbo.
Ca efect al migratiei si comertului cu sclavi   exista etnici Igbo in tari precum  Camerunn si Guineea Ecuatorială,precum și în afara Africii. Populația lor exactă în afara Africii nu este cunoscut, dar astăzi mulți Afro-americani si Afro Caribieni  sunt de origine Igbo. Potrivit istoricilor liberieni al cincilea președinte al Liberiei Edward James Roye este de origine Igbo

## Identitate
Poporul Igbo a avut comunități fragmentate și independente politic. Înainte de a cunoașterea europenilor și expunerea deplină la alte grupuri etnice conexe, Igbo nu a avut o puternică identitate ca un singur popor. Ca și în cazul majorității grupurilor etnice, europenii britanici și ceilalți au identificat ca Igbo trib. Chinua Achebe,printre alți cercetători, a contestat acest lucru din cauza conotațiilor negative și posibilelor definiții greșite. El a sugerat definirea oamenilor Igbo ca națiune, deși Igbo nu au avut in existenta lor un stat recunoscut oficial..
Ca efect al migratiei si comertului cu sclavi exista etnici Igbo in tari precum Camerunn si Guineea Ecuatorială ,precum și în afara Africii. Populația lor exactă în afara Africii nu este cunoscut, dar astăzi mulți Afro-americani si Afro Caribieni cred ca sunt descendenti din poporul Igbo.
Cel mai cunoscut si comun nume pentru Igbo a fost "Ibo".Au fost  cunoscuti si ca "Iboe", "'Ebo", "Eboe", "Eboans",  or "Heebo".

## Istorie

### Origini
Ceramica a fost datata  la circa 2500 i.H. , ce prezinta cu ceea ce s-a gasit la Nsukka, împreună cu ceramică și unelte în apropiere Ibagwa; tradițiile clanului Umueri au ca sursa lor a văii Anambra. In 1970 diviziunile Owerri, Okigwe, Orlu, Awgu, Udi și Awka au fost determinate pentru a constitui "un Heartland Igbo" din dovezile lingvistice și culturale.

### Regatul Nri

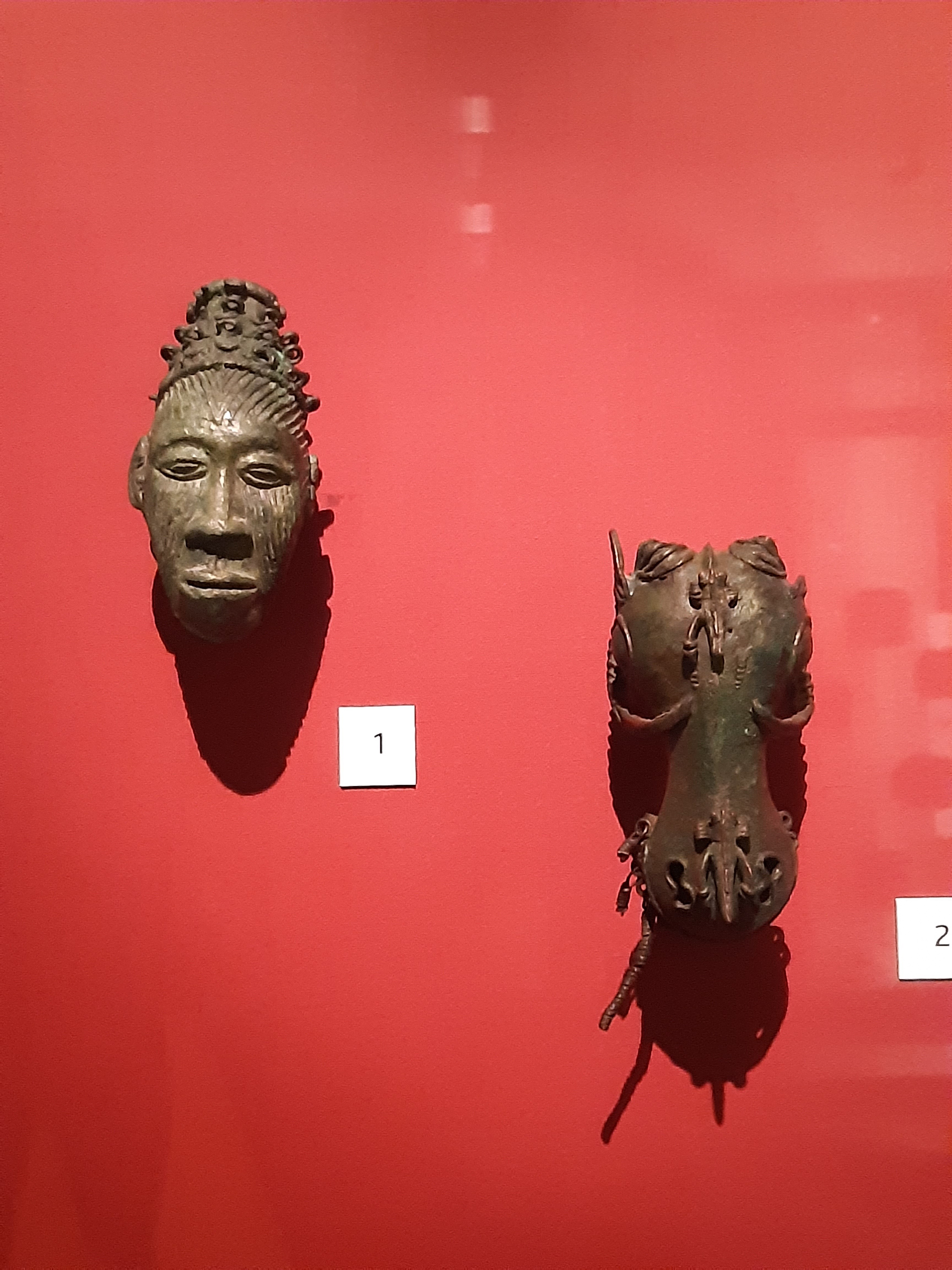
Bronz din orașul Igbo Ukwu care datează din secolul al IX-lea, acum la British Museum din Londra, Anglia.

Poporul NRI de Igbo au un mit al creației, care este unul dintre multele mituri de creație care există în diferite părți ale Igbo teren. Popoarele NRI și Aguleri  se afla  pe teritoriul clanului Umueri care urmăresc filiatia lor înapoi la  regele Eri. Originile lui sunt neclare eri, deși el a fost descris ca un mesager ceresc trimis de zeul Chukwu.El a fost caracterizat ca fiind cel ce a dat prima ordine sociala pentru oamenii din Anambra. Istoricul Elizabeth Allo Isichei spune "NRI și Aguleri și o parte din clanul Umueri, [sunt] o aglomerare a grupurilor de sat Igbo, care își are originile într-un cer fiind numit Eri."

Dovezile arheologice sugerează că  hegemonia NRI în Igboland poate merge înapoi până la secolul al 9-lea și morminte regale au fost descoperite datând cel puțin din secolul al 10-lea. Eri, fondatorul zeu al NRI, se crede că s-au stabilit regiunea in jurul 948 cu alte culturi înrudite Igbo pana in secolul 13 .
Fiecare rege trasează originea înapoi la strămoșul fondator, Eri. Fiecare rege este o reproducere ritualica alu Ei ri. Ritualul de inițiere a unui nou rege arată că procesul ritual de a deveni Ezenri (preot-rege NRI ) urmărește îndeaproape calea trasată de erou în stabilirea regatului NRI.

E. Elochukwu Uzukwu

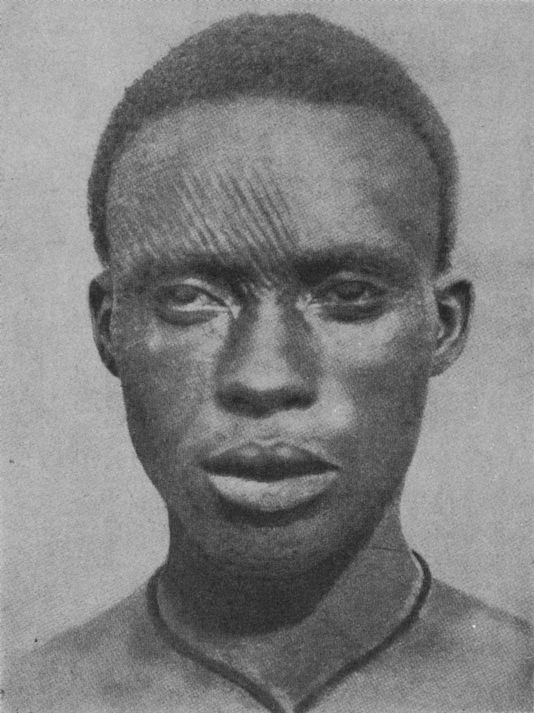
Un igbo cu urme de sacrificiu ICHI, secolul 20

Regatul  Nri a fost oun stat teocratic,care sa dezvoltat în inima centrală a regiunii Igbo. Regatul Nri a avut 7 tabu-uri ce includeau oameni (omorarea de gemeni), animale (precum omorârea sau mâncarea de pitoni), obiecte, tabu temporal, de comportament, de vorbire și locuri tabuus. Regulile referitoare la aceste tabu-uri au fost folosite pentru a educa și de a guverna subiecții nris. Acest lucru a însemnat că, în timp ce anumite igbo poate fi trăit sub administrație formală diferite, toți adepți ai Odinania trebuit să respecte regulile credinței și să asculte de reprezentantul său de pe Pământ, Eze NRI.

### Societatea  traditionala
Organizarea poliicica era un sistem rebuplican cvasidemocrat. În comunitățile strâns unite, acest sistem garanta egalitatea cetățenilor săi, în comparație cu un sistem feudalist cu o hotărâre domnească peste subiecte. Acest sistem guvernamental a fost asistat de catre Imperiul Portughez, cei care au fost primii care au venit si iau intalnit  Cu excepția câtorva orașe notabile, cum ar fi  Onitsha, ce au avut regi numiti  Obi, si locuri precum Regatul Nrisi  Arochukwu, ce au avut regi-preoti;  comunitățile și guvernele din zona au fost conduse de către o majoritate covârșitoare de doar un ansamblu consultativ republican al poporului.

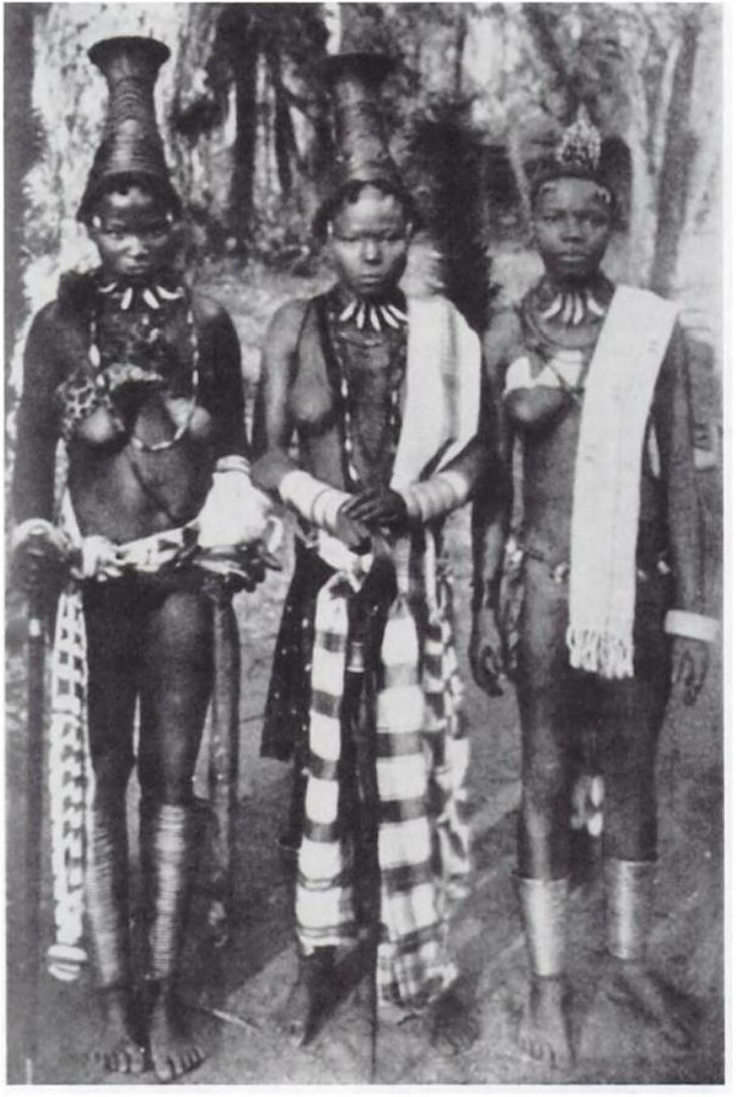
3 femei la începutul secolului al XX-lea

Cu toate că deținătorii de titlu au fost respectate datorită realizărilor și a capacităților lor, ei nu au fost niciodată venerat ca regi, dar de multe ori a îndeplinit funcțiile speciale acordate acestora de către asemenea adunări. In acest mod de guvernare a fost extrem de diferită de majoritatea celorlalte comunități din Africa de Vest, și împărtășită numai de către Ewe din  Ghana.
Matematica în societatea Igbo autohtonă este evidentă în calendarul, sistemul bancar și jocul de pariuri strategice numit Okwa..In  Calendarul Igbo ,o săptămână avea 4 zile, o lună a constat din 7 săptămâni și 13 luni efectuate pe an. În ultima lună, s-a adăugat o zi în plus. Calendarul era folosit pentru a determina zile de piață.S-au stabilit probleme de drept, prin intermediul medierii, și este, de asemenea, încă folosit sistemul bancar pentru credite și economii, numit Isuzu. Noul an Igbo, începând cu luna Ọ́nwạ́ M̀bụ́ (igbo  First Moon) are loc în a treia săptămână a lunii februarie,deși startul tradițional al anului, pentru multe comunități Igbo este in jurul primăvarii in Ọ́nwạ́ Ágwụ́ (Iunie). 
Folosit ca un scenariu ceremonial de societăți secret, Igbo au un set de simboluri indigene ideografic numite Nsibidi, originare din vecinătate poporul Ejagham. oamenii Igbo produse din bronzurile încă din secolul al 9-lea, dintre care unele au fost găsite în orașul Igbo Ukwu, 
Un sistem de servitute a existat între Igbo înainte și după întâlnirea cu europenii. Serviciul aserveau în zonele Igbo a fost descrisă de Olaudah Equiano în memoriile sale. El descrie condițiile de sclavi din comunitatea lui de Essaka, și subliniază diferența dintre tratamentul de sclavi sub Igbo din Essaka, iar cei din custodia europenilor din Indiile de Vest:
... Dar cât de diferită era starea lor de cea a sclavilor din Indiile de Vest! Cu noi, ei nu fac mai mult de lucru decât alți membri ai comunității, ... chiar și stăpânul lor, ... (cu excepția faptului că nu li sa permis să mănânce cu cei ... liber-născut) și nu a existat puține nici o altă diferență între ele, ... Unii din acești sclavi au ... sclavi sub ei ca propria lor proprietate ... pentru uz propriu.
Coasta Nigerului a fost o zonă de contact între african și comercianții europeni din anii 1434-1807. Portughezii au fost primii comercianții, apoi olandezii și în cele din urmă britanic.  Înainte de contact european, rutele comerciale Igbo Intinsa în ceea ce privește Mecca, Medina și Jeddah pe continent.

### Comerțul cu sclavi transatlantic și diaspora
Comerțul transatlantic cu sclavi, care a avut loc între secolele 16 si  19 au avut efecte uriașe asupra Igbo, deoarece atât de mulți oameni tineri au fost luate, și războiul a crescut pentru luarea de captivi. Cei mai mulți sclavi Igbo au fost luate din Golful Biafra. Zona a cuprins sud-estul Nigeriei, vestul Camerun, Guineea Ecuatorială si Gabon.
Sclavi erau de obicei vânduti europenilor de către Confederația Aro, care a răpit sau a cumpărat sclavi din satele Igbo din interiorul țării. Cei mai mulți sclavi Igbo nu au fost victime ale războaielor cu sclavi raid sau expediții, dar uneori erau debitori și persoanele care au comis ce comunitățile lor a considerat a fi urîciuni sau crime.
```
.Sclavii Igbo erau cunoscuti de coloniștii britanici ca fiind rebeil și având o rată ridicată de 
sinucidere
 pentru a scăpa de sclavie.
[
58
]
[
59
]
[
60
]
 For still unknown reasons, there is evidence that traders sought Igbo women.
[
61
]
[
62
]
```

Contrar credintei comune, comercianții europeni de sclavi au fost destul de bine informați cu privire la diverse etnii din Africa, ceea ce duce la sclavi "care vizează anumite grupuri etnice pe care proprietarii de plantații preferate. Particular dorit, în consecință, grupurile etnice au devenit destul de concentrată în anumite părți din America. Igbo au fost dusi in Jamaica, Cuba, Saint-Domingue, Barbados, the [[Statele Unite ale Americii], Belizeși Trinidad și Tobago,.
Elemente ale culturii igbo pot fi găsite în aceste locuri. De exemplu, în patois jamaican, cuvântul Igbo Unu, ceea ce înseamnă "tu" la plural, este încă folosit. "Red Ibo" (sau "eboe roșu") descrie o persoană de culoare cu pielea echitabil sau "gălbui". Acest termen a provenit de la prevalența raportată a acestor tonuri de piele in randul Igbo dar influente estice nigerian poate să nu fie strict Igbo. Cuvântul Bim, un termen colocvial pentru Barbados, a fost frecvent folosit printre Barbadians înrobite (bajans). Acest cuvânt se spune că a derivat din limba BEM Igbo însemnând "locul sau poporul meu", dar pot avea alte origini (a se vedea: Barbados etimologia). O secțiune din Belize City a fost numit Eboe Town după Igbo inhabitants.In sale Statele Unite ale Americii, Igbo au fost importate cel mai frecvent în coloniile din Golful Chesapeake și statele din Maryland și Virginia, în cazul în care acestea au constituit cel mai mare grup de africani.] De la sfârșitul anilor secolului 20, un val de imigranti nigerieni, cea mai mare parte engleză și igbo-vorbind, s-au stabilit în Maryland, atras de puternic piața sa profesională de locuri de muncă.

### Perioada coloniala
Efortul britanic colonizare din secolul  al 19-lea în ceea ce este azi Nigeria și cresteerea intalnirilor  între Igbo și alte etnii din apropierea Fluviul Niger au condus la un sentiment aprofundarea unei  identități  Igbo distincte. Igbo s-au dovedit decisivi și entuziasti în îmbrățișarea lor a creștinismului și educația occidentală. Din cauza incompatibilitatea stilului Igbo descentralizat și a sistemului centralizat al guvernului, inclusiv numirea șefilor mandat necesare reguli indirecte britanice, Colonia Nigeria a fost marcată cu conflicte deschise și tensiune. Sub regimul colonial britanic, diversitatea în cadrul fiecăruia dintre grupuri etnice majore din Nigeria a scăzut lent și deosebirile dintre Igbo și alte grupuri etnice mari, cum ar fi Hausa si  Yoruba, devin mai clare.
Regimul colonial a transformat societatea Igbo, după cum reiese din romanul  Chinua Achebe, O lume se destramă, dominația britanică a adus schimbări în cultură, cum ar fi introducerea mandatului de Șefi ca Eze (conducători indigene), în cazul în care nu au existat astfel de monarhii.  
Misionarii creștini introduc aspecte ale ideologiei europene în societatea Igbo și cultură. Zvonurile că femeile Igbo au fost evaluate pentru impozitare a declanșat Războiul Igbo Femeilor din Aba din 1929, (o revoltă masivă a femeilor întâlnit niciodată în istorie Igbo.
Aspecte ale culturii igbo, cum ar fi construcția de case, educație și religie sa schimbat în urma colonialismului.
Tradiția de a construi case din pereți de noroi și acoperișuri de stuf  s-a încheiat, oamenii s-ai  materiale, cum ar fi blocuri de ciment pentru case si zinc pentru  acoperișuri. au fost construite drumuri pentru vehicule. Cladiri, cum ar fi spitalele și școlile au fost ridicate în multe părți ale Igboland. Alături de acestea, modificări, energie electrică și de apa curenta au fost instalate în secolul al 20-lea. Cu energie electrică, noile tehnologii, cum ar fi aparate de radio și televiziune au fost adoptate, și au devenit un lucru obișnuit în cele mai multe gospodării Igbo. 

### Razboiul Nigerian–Biafran

Flag of the Republic of Biafra (1967–1970), sometimes regarded as the ethnic flag of the Igbo.

O serie de confruntări etnice între nordul musulmani și Igbo, precum și a altor grupuri etnice din estul Nigeriei Regiunea din nordul Nigeriei a avut loc între 1966 și 1967. Elementele din armată au asasinat capul militar nigerian de stat general Johnson Aguiyi-Ironsil (29 iulie 1966) iar negocierile de pace a eșuat între guvernul militar care demis Ironsi și guvernul regional din estul Nigeriei] la negocierile Aburi din Ghana în 1967. 
Aceste evenimente au dus la un consiliu regional al popoarelor din estul Nigeriei decide că regiunea ar trebui să se separe și să proclame Republica Biafra la data de 30 mai 1967.  Războiul rezultante, care a devenit cunoscut ca nigerian Războiul civil sau Războiul nigerian-acestei provincii, a durat din 06 iulie 1967 pana la 15 ianuarie 1970, după care guvernul federal de re-absorbit Biafra în Nigeria.
Câteva de milioane de nigerieni estici au murit din pogromurile împotriva lor, cum ar fi 1966, unde între 10.000 și 30.000 de oameni igbo au fost uciși.  În lupta lor pentru autodeterminare, oamenii din Biafra a câștigat respectul unei generații, și figure cum ar fi Jean-Paul Sartre si John Lennon
În iulie 2007, fostul președinte al Biafra, General Emeka Odumegwu-Ojukwu, solicită reînnoirea secesiunii statului ca entitate acestei provincii suverană. "Singura alternativă este o existență separată ... Ceea ce deranjează populația Igbo este că nu sunt la fel de nigerian ca și ceilalți".

### Istoria recenta din 1970 până în prezent
Războiul nigerian-biafran a părăsit Igboland devastat. Lupta împotriva a distrus complet multe spitale, școli și case. În plus față de pierderea economiilor lor, mulți oameni Igbo cu care se confruntă discriminare din partea altor grupuri etnice și din noul guvern federal non-Igbo. Anumite subgrupuri Igbo, cum ar fi Ikwerre, a început ei înșiși sa se disociaze de la o populație mai mare Igbo după război. În epoca post-război, oamenii din estul Nigeriei a schimbat numele ambilor oameni și locuri de cuvinte non-Igbo. De exemplu, orașul Igbuzo a fost anglicizat la  Ibusa . Din cauza discriminării, mulți igbo au avut probleme în a găsi locuri de muncă, iar la începutul anilor 1970, Igbo a devenit una dintre cele mai sărace grupuri etnice din Nigeria. 
Igboland a fost reconstruit treptat de către cetățenii săi, iar unele contribuție din partea guvernului nigerian pe o perioadă de douăzeci de ani, iar economia a prosperat din nou, ca urmare a creșterii [ndustrie ipetroliere în zonei adiacente deltei Nigerului  Acest lucru a dus la crearea unor noi fabrici în sudul Nigeriei. Mulți oameni Igbo în cele din urmă au luat poziții guvernamentale, although many were engaged in private business. De la începutul secolului 21, a existat un val de nigerian Igbo imigrare în alte țări din Africa, Europa și America.

## Cultura

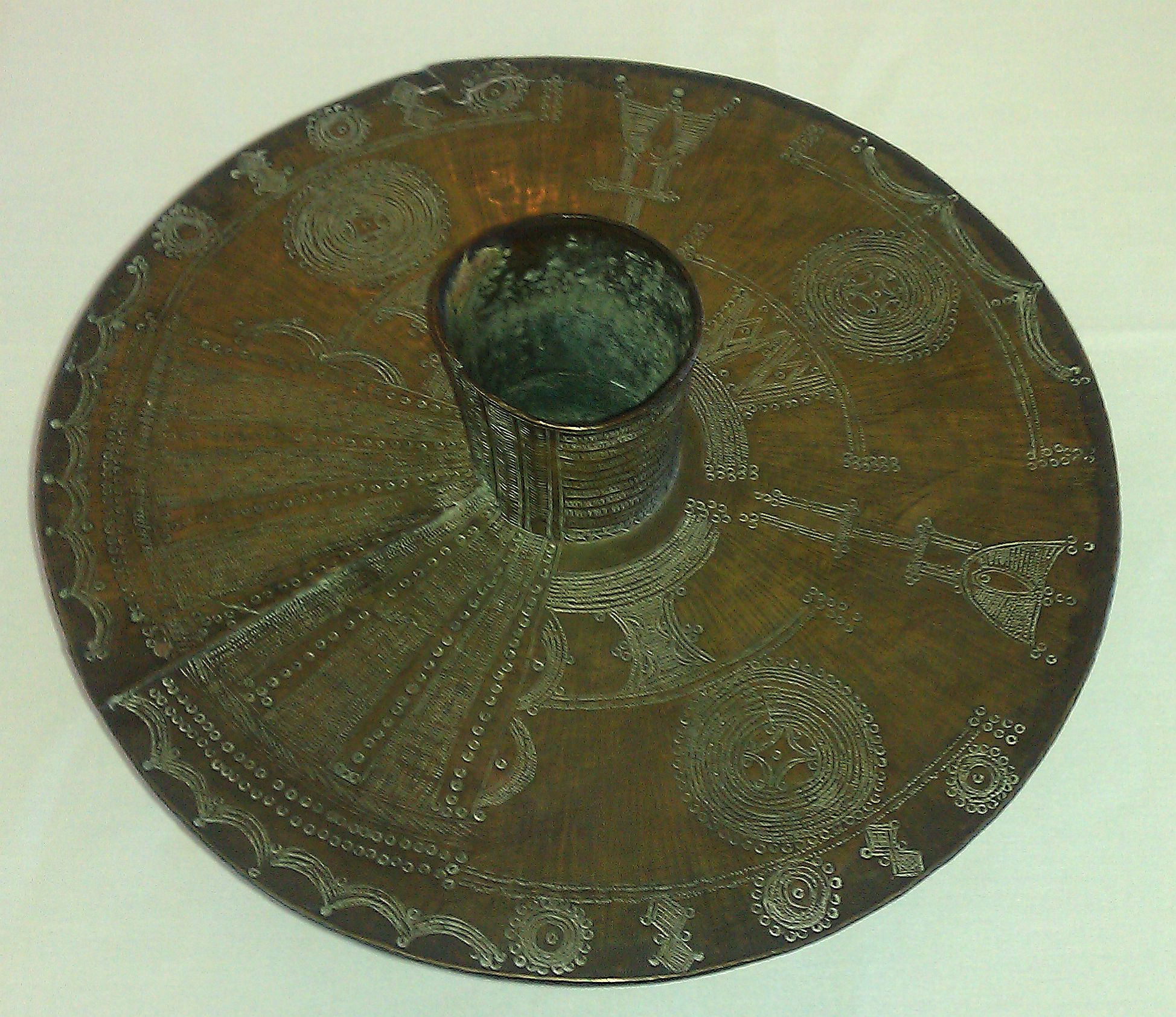
Brățară de alamă pentru gleznă, expusă la Galeria de Artă Wolverhampton

Cultura Igbo include obiceiurile diferite, practicile și tradițiile oamenilor. Ea cuprinde practici arhaice precum și noi concepte adăugate în cultura Igbo, fie prin evoluție sau influențe exterioare. Aceste obiceiuri și tradiții includ arta poporului Igbo lui vizuală, folosirea formelor de limbaj, muzică și dans, precum si lor tinuta, bucătăria și limbă dialecte. Din cauza diferitelor lor subgrupuri, varietatea culturii lor este sporită în continuare.

### Limba și literatura
Limbajul Igbo a fost folosit de John Goldsmith, de exemplu, pentru a justifica devierea de la modelul liniar clasic al fonologie. Este scris în script-ul roman, precum și ideograme Nsibidi formalizate, care este utilizat de către Ekpe societate și fraternitateaOkonko , dar nu maieste utilizat pe scară largă. Nsibidi ideography existed among the Igbo before the 16th century, but died out after it became popular among secret societies, who  made Nsibidi a secret form of communication. 
Limba Igbo este dificilă din cauza numărului mare de dialecte, bogăția sa în prefixe și sufixe și intonația sale grele. Igbo este o limbă tonală și există sute de dialecte diferite Igbo și limbi igboid, cum ar fi limbile Ikwerre și Ekpeye. În 1939, Dr. Ida C. Ward a condus o expediție de cercetare pe dialecte Igbo, care ar putea fi folosită ca bază a unui dialect standard, Igbo, de asemenea, cunoscut sub numele de  Central Igbo . Acest lucru  dialecta inclus care grupuri c aOwerri și Umuahia , printre care dialectul Ohuhu . Acest lucru dialect propus a fost treptat acceptat de către misionari, scriitori, editori, și Universitatea Cambridge.

### Arta spectacolului
Oamenii Igbo au un stil muzical în care acestea încorporează diferite instrumente de percuție: sau Udu, care este, în esență, proiectat dintr-o cană de lut; o ekwe, care este format dintr-un jurnal scobită; și ogene, un clopot mână proiectat din fier forjat. Alte instrumente includ OPI, un instrument de vânt similar cu flaut, igba, și ichaka.  O altă formă de muzică populară printre Igbo este highlife. Un gen muzical foarte popular în Africa de Vest, highlife este o fuziune de jazz și muzică tradițională. Modern Igbo highlife este văzut în lucrările lui Dr. Sir Warrior, Oliver De Coque, Bright Chimezie și șef Osita Osadebe, care au fost printre cele mai populare igbo muzicieni highlife ai secolului al 20-lea. 

Mascarea este una dintre cele mai comune stiluri de artă din Igboland și este legat puternic cu muzica traditionala Igbo. O mască poate fi făcută din lemn sau material textil, împreună cu alte materiale, inclusiv fier și vegetație. 
Există mai multe stiluri de dans Igbo, dar, poate, igbo de dans este cel mai bine cunoscut pentru  trupele sale de dans Atilogwu . Aceste spectacole includ cascadorii acrobatice, cum ar fi lovituri si cartwheels inalte, cu fiecare ritm din instrumentele indigene care indică o mișcare către dansator. 

### Artă vizuală și arhitectură
Există un astfel de soi printre grupurile Igbo că nu este posibil să se definească un stil general de artă Igbo. Igbo arta este cunoscut pentru diferite tipuri de mascarada, măști și costume simbolizând oameni, animale sau concepții abstracte de artă. Piese turnate de bronz găsite în orașul Ukwufrom din secolul al 9-lea, constituie cele mai vechi sculpturi descoperite în Igboland. Aici, mormântul unui om bine stabilit de distincție și un magazin ritual, care datează din secolul al 9-lea en, conținea ambele obiecte din cupru urmăriseră și piese turnate elaborate de bronz cu plumb.
Igbo este de remarcat pentru arhitectura MBARI.
Case MBARI din Owerri Igbo sunt mari adăposturi planificate pătrate deschise față-verso. Ei se adăposti, de multe figuri pictate în mărime naturală (sculptată în noroi pentru a potoli setea theAlusi și Ala zeița pământului, cu alte divinități de tunete și apă). Other sculptures are of officials, craftsmen, foreigners (mainly Europeans), animals, legendary creatures and ancestors. Case din MBARI dura ani de zile pentru a construi în ceea ce este privit ca un proces sacru. Atunci când cele noi sunt construite, cele vechi sunt lăsate să se descompună.
Una dintre structurile unice ale culturii Igbo a fost Nsude Piramidele, în orașul Nud, în Abaya, nordul Igboland. Zece structuri piramidale au fost construite din lut / noroi.

### Religia și ritualuri de trecere
Astăzi, majoritatea oamenilor Igbo sunt crestini, deși mulți păstrează, de asemenea, credința în religia lor tradițională. Mai mult de jumătate dintre creștinii sunt romano-catolici. Există o mică populație de Igbo evrei, care pretind coborâre de la comercianți evrei antici care sa căsătorit cu femeile lor. Această revendicare se bazeaza pe genetica populatiei care prezinta igbo are gena L1C, care este una dintre genele originale Eva L1, L2, L3. Cărți recente folosesc etnolingvistică și paleoantropologia pentru a demonstra că limba ebraică a fost formată din consoane de limba Igbo.
Religia și tradițiile Igbo sunt cunoscute sub numele Odinani. În religia Igbo Dumnezeul suprem este numit Chukwu ("marele spirit"); Chukwu a creat lumea și tot ce este în ea și este asociat cu toate lucrurile de pe Pământ. Ei cred theCosmos este împărțit în patru părți complexe: creație, cunoscut sub numele de Okike; forțe supranaturale sau zeități numite Alusi; Mmuo, care sunt spirite; și Uwa, lumea. 
Chukwu este zeitatea supremă în Odinani ca el este creatorul, iar oamenii Igbo cred că toate lucrurile vin de la el  și că totul pe pământ, rai și restul lumii spirituale se află sub controlul său. Studii lingvistice ale limbii igbo sugerează numele  Chukwu  este un compus al cuvintelor Igbo  Chi  (ființă spirituală) și  Ukwu  (mare în dimensiune).   Fiecare individ se naște cu un ghid spiritual / înger păzitor sau principiu păzitor, "Chi", unic pentru fiecare individ și soarta individului și destinul este determinat de Chi-ul lor. Astfel, igbo spun că frații pot veni din aceeași mamă, dar nici doi oameni au aceleași Chi și, prin urmare, diferite destine pentru toți. Alusi, în mod alternativ, cunoscut sub numele de Arusi sau Arushi (în funcție de dialect), sunt zeitati minore, care sunt servite în și venerate Odinani. Există mai multe Alusi diferite, fiecare cu propriul său scop. Atunci când o divinitate individuală nu mai este necesară, sau devine prea violent, este aruncat.

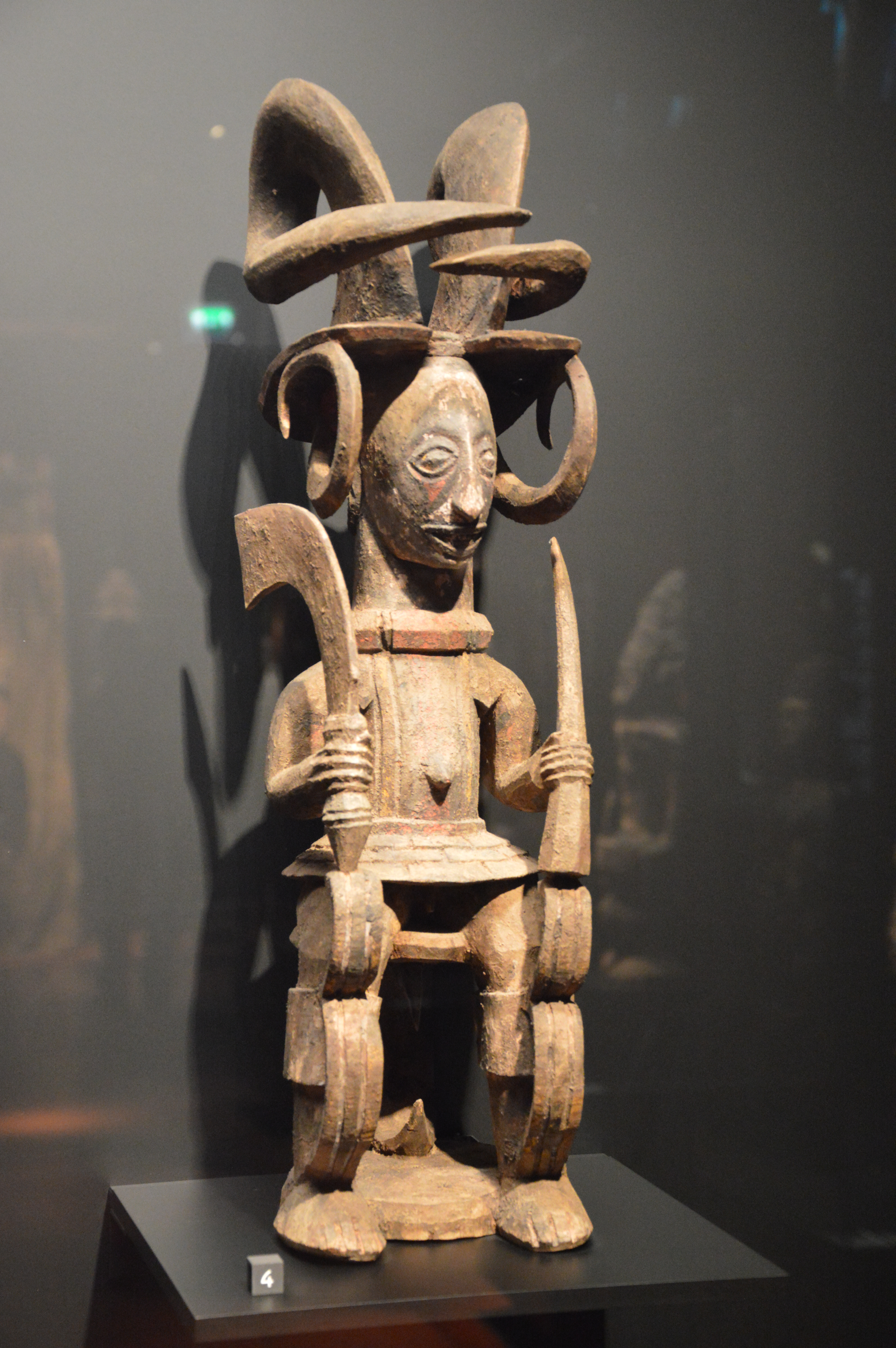
Sculptură de lemn a unui Ikenga, un Alusi.

Igbo au crezut în mod tradițional în reîncarnare. Oamenii se crede că se reincarneze în familii care au făcut parte din timpul vieții. Inainte de o moare relativ, se spune că relativ curând pentru a fi decedat da uneori indicii de care se vor reîncarna ca în familie. Odată ce se naște un copil, el sau ea se crede ca da semne de care s-au reîncarnat de la. Acest lucru poate fi prin comportament, trăsături fizice și declarații ale copilului. Un prezicător poate ajuta la detectarea care copilul sa reîncarnat din. Este considerat o insultă în cazul în care un bărbat se spune că ar fi reîncarnat ca o femeie. 
Copiii nu au voie să cheme bătrânii după numele lor, fără a utiliza un onorifica] (așa cum acest lucru este considerat lipsit de respect). Ca un semn de respect, copiii sunt obligați să salute bătrâni când le văd pentru prima dată în timpul zilei. Copiii se adaugă de obicei honorifics Igbo  Mazi  sau  Dede  în fața unui nume mai mare atunci când rezolvarea lor. 

#### Înhumări
După o moarte, corpul unui membru proeminent al societății este plasat pe un scaun într-o postură șezând și este îmbrăcat în hainele cele mai bune defunctului. sacrificii de animale pot fi oferite și persoana moartă este bine parfumată. Îngropare urmează, de obicei, în termen de 24 de ore de la deces. În secolul 21, capul unei case este de obicei îngropată în compusul tipurilor sale residenceDifferent de decese garanteaza diferite tipuri de inmormantari. Acest lucru este determinat de vârstă a unui individ, sexul și statutul în societate. De exemplu, copiii sunt îngropați în ascuns și la vedere; inmormantarile lor au loc, de obicei, în dimineața devreme și noaptea târziu. Un om simplu, fără titlu este îngropat în fața casei sale și o mamă simplu este îngropat în locul ei de origine: într-o grădină sau o fermă din zona care a aparținut tatălui ei.

#### Căsătorie
Procesul de căsătorești implică de obicei cer acordul tinerei, introducând femeia familiei bărbatului și același pentru bărbatul familiei femeii, testarea caracterului miresei, verificarea de fond familia femeii, si plata averii mirese. Casatoriile erau uneori aranjate de la naștere prin negociere a celor două familii.In trecut, mulți bărbați Igbo practicat poligamia. Familia poligame, este formată dintr-un bărbat și soțiile lui și toți copiii lor. Bărbații, uneori, mai multe neveste căsătorite din motive economice, astfel încât să aibă mai multe persoane în familie, inclusiv copiii, pentru a ajuta la ferme.

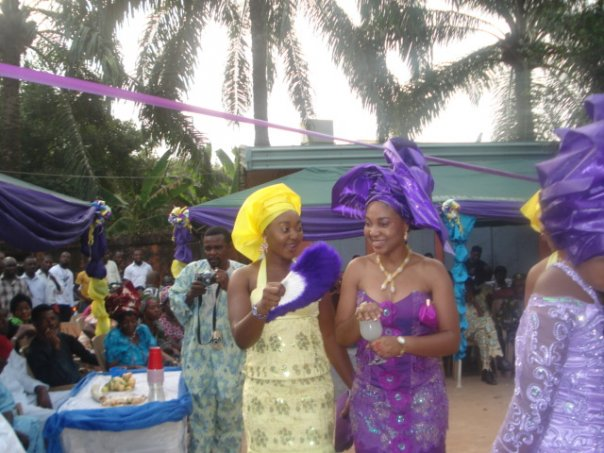
O nuntă igbo modernă în Nnewi, Nigeria

Creștinismul și căsătoriile civile au schimbat familia Igbo Incepand de colonizare. oamenii Igbo tind acum să intre Monogamia și de a crea familii nucleare, în principal, din cauza influenței occidentale.Anumite obiceiuri de căsătorie occidentale, cum ar fi nunți într-o Biserica, să aibă loc fie înainte, fie după căsătorie tradițională culturale lgbo

### Ținuta
În mod tradițional, ținuta de Igbo a constat, în general, de puțină îmbrăcăminte, deoarece scopul inițial de îmbrăcăminte a fost pur și simplu pentru a ascunde părțile private. Uli corp de arta a fost folosit pentru a decora atât bărbați și femei, sub formă de linii care formează modele și forme pe corp. 

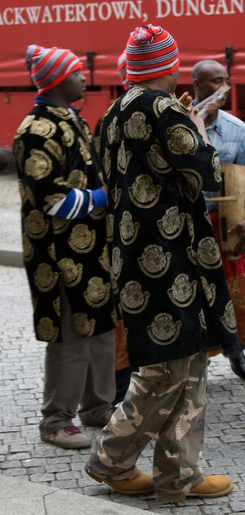
Men wearing contemporary Isiagu with ceremonial Igbo men's hat Okpu Agu

Femeile in mod traditional transporta copiii lor pe spate, cu o bandă de îmbrăcăminte de legare a doua cu un nod la piept, o practica folosita de mai multe grupuri etnice din Africa.
Îmbrăcăminte purtată înainte de colonialismul a devenit "tradițional" și purtat la ocazii culturale. Modern Igbo ținuta tradițională, pentru bărbați, este constituită în general din partea de sus Isiagu, care seamănă cu Dashiki purtate de alte grupuri africane. Isiagu (sau  Ishi AGU ) este, de obicei, model cu capete de lei brodate peste îmbrăcăminte și poate fi o culoare neteda
Este purtat cu pantaloni si poate fi purtat fie cu un ceremonial patentați pălărie sau cu convenționale striped men's hat cunoscut sub numele de Okpu

### Bucataria

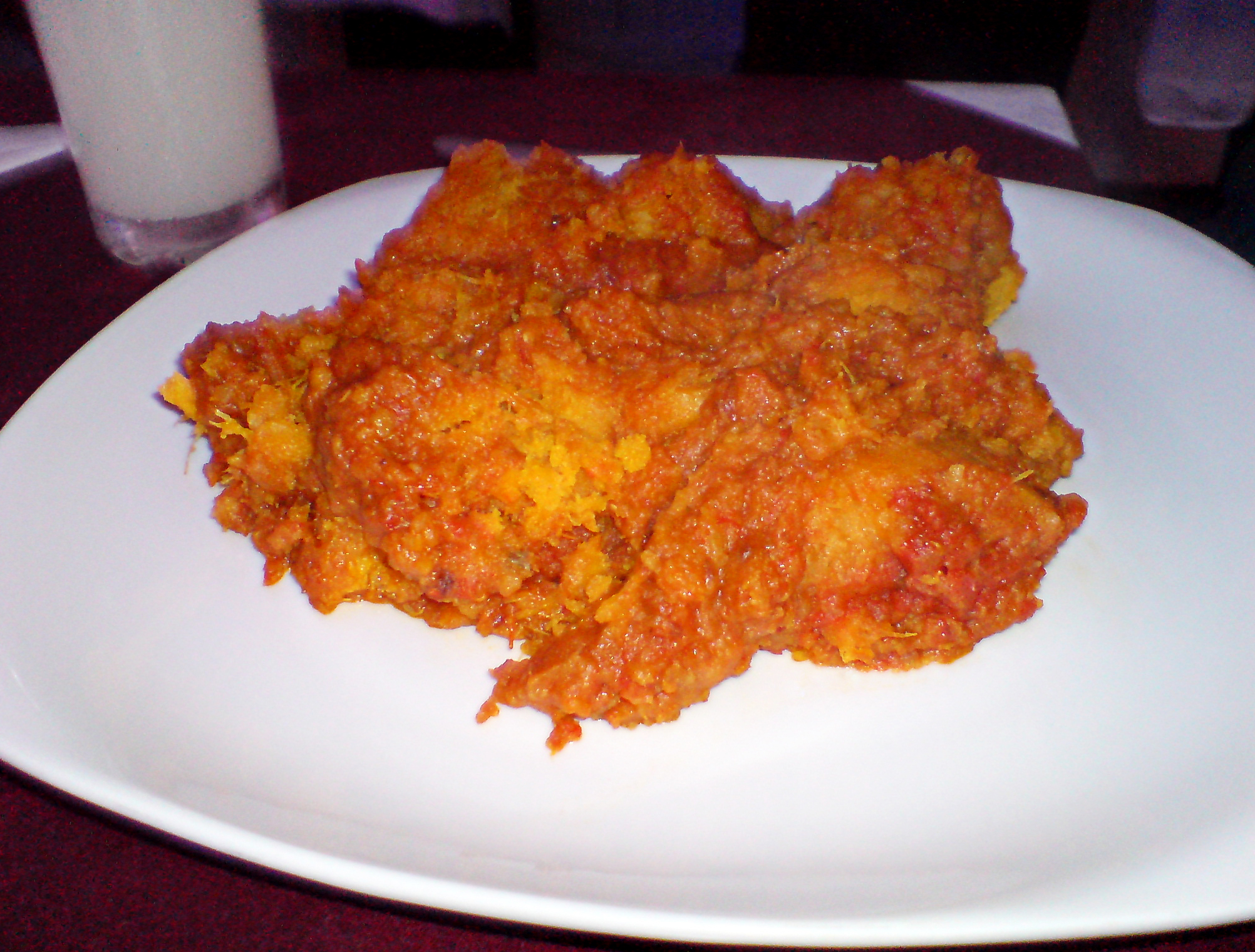
Yam porridge (sau yam pottage) este un preparat Igbo cunoscut ca awaị

Igmama este o legume foarte important pentru Igbo. Rice a înlocuit yam pentru multe ocazii ceremoniale. Alte alimente indigene includ manioc, porumb și plantain. Supe sau tocane, sunt incluse într-o masă tipic, preparat cu o legumă

## Demografie

### Nigeria
Igbo in Nigeria sunt in Abia, Akwa Ibom, Anambra, Benue, Ebonyi, Edo, Enugu, Imo.
Limba Igbo este predominantă în toate aceste zone, cu toate că nigerian engleza (limba nationala), se vorbește, de asemenea. orașele proeminenți și orașe din Igboland includ Aba, Enugu (considerat "capitala Igbo"), Onitsha, Owerri, Abakaliki, Asaba si  Port Harcourt printre alții. Un număr semnificativ de persoane Igbo au migrat spre alte părți ale Nigeriei, cum ar fi orașele Lagos, Abuja si Kano.
Datele oficiale privind populația de grupuri etnice din Nigeria continuă să fie controversată ca o minoritate dintre aceste grupuri au afirmat că guvernul dezumflă în mod deliberat populația oficială a unui grup, pentru a da altă superioritate numeric.

### Diaspora

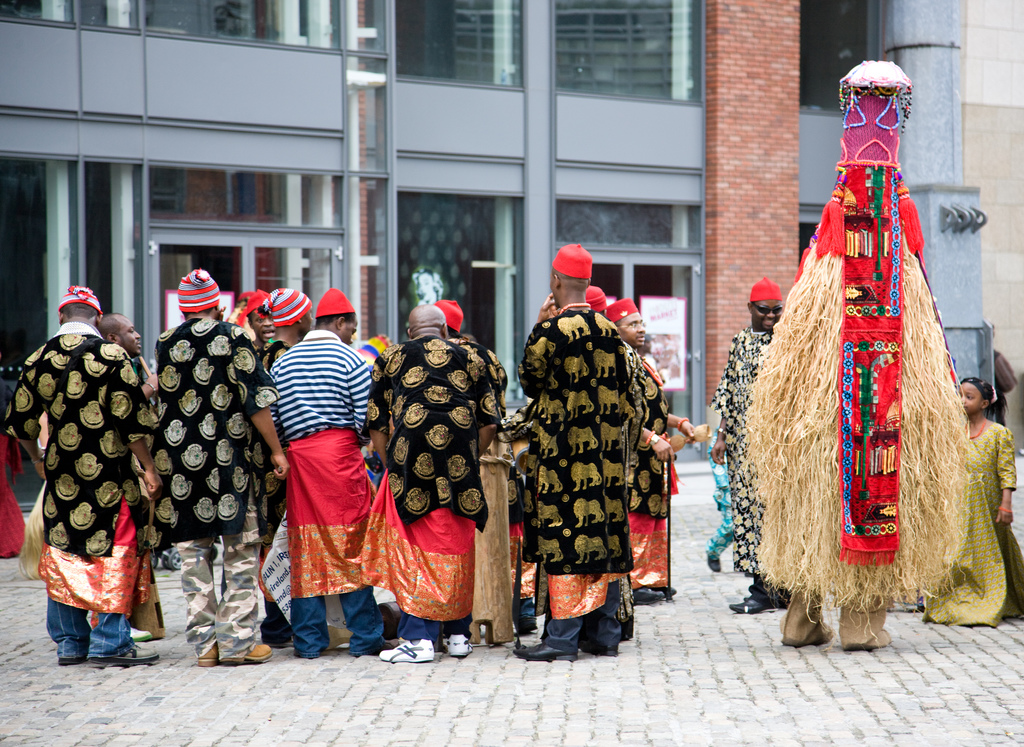
Igbo celebrând Festivalul Noii Igname în Dublin, Irlanda

After the Nigerian-Biafran War, many Igbo people emigrated out of the indigenous Igbo homeland in southeastern Nigeria due to an absence of federal presence, lack of jobs, and poor infrastructure
In ultimele decenii regiunea Igbo din Nigeria a suferit deteriorări frecvente asupra mediului, în principal legate de industria de petrol oameni Igbo s-au mutat în ambele orașe nigerian, cum ar fi Agos și Abuja, precum și în alte țări, cum ar fi Gabon, Canada, Marea Britanie si Statele Unite ale Americii . comunități proeminente Igbo din afara Africii includ pe cele ale Londra în Regatul Unit și Houston, Texas Baltimore, Chicago, Detroit, Seattle, Atlanta și Washington, DC în statele Unite ale Americii
21.000 de oameni Igbo au fost înregistrate în Ghana în 1969.
Numerele mici trăiesc în Japonia, care constituie cea mai mare parte a imigrantului nigerian populationbased din Tokyo. O cantitate mare din populația din Africa de Guangdong, China, sunt igbo vorbitori de limbă și sunt, în principal oameni de afaceri de tranzacționare între fabrici în China și sud-estul Nigeriei, in special Enugu.